# Prividna magnituda
| Priv. mag. | Nebesko tijelo                                                                          |
| ---------- | --------------------------------------------------------------------------------------- |
| −26.8      | Sunce                                                                                   |
| −12.6      | pun Mjesec                                                                              |
| −4.4       | Maksimalan sjaj Venere                                                                  |
| −2.8       | Maksimalan sjaj Marsa                                                                   |
| −1.5       | Najsjajnija zvijezda u vidljivom spektru: Sirius                                        |
| −0.7       | Druga najsjajnija zvijezda: Canopus                                                     |
| +0.0       | Definirana nulta točka: u stara vremena Vega                                            |
| +3.0       | Najtamnije zvijezde vidljive iz gradova                                                 |
| +6.5       | Najtamnije zvijezde vidljive golim okom (ovisi i o promatraču)                          |
| +12.6      | Najsvjetliji kvazar                                                                     |
| +27        | Najtamniji objekti vidljivi 8m teleskopom                                               |
| +30        | Najtamniji objekti koje u vidljivom području može detektirati svemirski teleskop Hubble |
| +38        | Najtamniji objekti koje će u vidljivom području moći detektirati planirani OWL (2020)   |

Prividna magnituda (m) zvijezde, planeta ili drugog nebeskog tijela je mjera njegova prividna sjaja, tj. količine svjetlosti koja do nas dopire od objekta. Stotinu puta manje sjajan objekt (ili isti objekt deset puta udaljeniji) ima prividnu magnitudu otprilike za pet veću; 2,512 puta tamniji objekt (ili isti objekt 1,585 puta udaljenjiji) ima prividnu magnitudu za jedan veću.
Kako količina svjetla ovisi o gustoći atmosfere između nas i objekta, prividna magnituda se normalizira na vrijednost koju bi imala izvan atmosfere. Što je objekt tamniji, to je njegova prividna magnituda veća. Prividna magnituda ovisi o udaljenosti objekta; ekstremno sjajan objekt postaje jedva vidljiv ako je dovoljno daleko; prividna magnituda i udaljenost objekta povezani su zakonom inverznog kvadrata. Stotinu puta manje sjajan objekt (ili isti objekt deset puta udaljeniji) ima prividnu magnitudu otprilike za pet veću; 2,512 puta tamniji objekt (ili isti objekt 1,585 puta udaljenjiji) ima prividnu magnitudu za jedan veću.

## Poveznice
- Magnituda
- Apsolutna magnituda
- Popis najsvjetlijih zvijezda